# Timucua (langue)
Le timucua était une langue amérindienne isolée parlée par les Amérindiens de la Nation Timucua composée de plusieurs tribus et groupes de dialectes proches. Elle est éteinte depuis la fin du XVIIIe siècle.

## Présentation
La Nation Timucua vivait au Nord de la Floride actuelle et une partie de la Géorgie, plus un petit groupe isolé vivant en Alabama. Parmi les tribus constitutant cette Nation, le groupe linguistique des Mocama était le plus important comprenant plusieurs tribus, parmi lesquelles, les Saturiwas, les Tacatacurus, les Utinas et les Potanos. Toutes ces tribus parlaient des dialectes différents, mais proches les uns des autres et tous issus de la même famille linguistique timucua.

## Origine inconnue
Le timucua n'est génétiquement liée à aucune langue parlée en Amérique du Nord et demeure un isolat linguistique. Elle fut comparée à un certain nombre de groupes linguistiques nord-américains (langues muskogéennes, langues caribes, langues siouanes, langues algonquiennes, langues arawakiennes, etc.) sans pour autant trouver une filiation avec elles.
Le linguiste Julian Granberry a suggéré que la langue timicua pouvait être un système linguistique créolisé, avec des apports venus de Colombie et du Venezuela.